# SIE Bend Studio
A SIE Bend Studio (korábban Blank, Berlyn and Co. és Eidetic) amerikai videójáték-fejlesztő cég, a SIE Worldwide Studios része, melynek székhelye az oregoni Bendben található. 1994-ben alapították Eidetic néven, a Sony Computer Entertainment America 2000-ben felvásárolta a céget. A stúdió főként a Syphon Filter videójáték-sorozatáról ismert.

## Játékai
| Év   | Cím                             | Platform                            |
| ---- | ------------------------------- | ----------------------------------- |
| 1996 | Bubsy 3D                        | PlayStation                         |
| 1999 | Syphon Filter                   | PlayStation                         |
| 2000 | Syphon Filter 2                 | PlayStation                         |
| 2001 | Syphon Filter 3                 | PlayStation                         |
| 2004 | Syphon Filter: The Omega Strain | PlayStation 2                       |
| 2006 | Syphon Filter: Dark Mirror      | PlayStation Portable, PlayStation 2 |
| 2007 | Syphon Filter: Logan’s Shadow   | PlayStation Portable, PlayStation 2 |
| 2009 | Resistance: Retribution         | PlayStation Portable                |
| 2011 | Uncharted: Golden Abyss         | PlayStation Vita                    |
| 2012 | Uncharted: Fight for Fortune    | PlayStation Vita                    |
| 2019 | Days Gone                       | PlayStation 4                       |